# Collisione aerea di Shizukuishi
La collisione aerea di Shizukuishi fu un incidente aereo avvenuto il 30 luglio 1971 alle 02:04 ora locale, tra un volo nazionale giapponese da Sapporo a Tokyo, operato dalla All Nippon Airways, e un caccia a reazione Sabre F-86F della Japan Air Self-Defense Force. Tutti i 162 occupanti dell'aereo di linea morirono, mentre il pilota del Sabre, un tirocinante della JASDF, riuscì a salvarsi. Questo incidente portò alle dimissioni sia del capo dell'Agenzia di difesa giapponese che del capo di stato maggiore della JASDF.

## Gli aerei
L'aereo dell'ANA era un Boeing 727-281, registrazione JA8329; aveva solo tre mesi al momento dell'incidente. L'aeromobile della JASDF, appartenente alla "1st Air Wing" della base aerea di Matsushima, era un Mitsubishi F-86F Sabre, una versione di fabbricazione giapponese del famoso jet da combattimento della North American Aviation, con numero di coda 92-7932. Al momento dell'incidente, l'F-86F era uno degli aerei principali nell'inventario della JASDF.

## Passeggeri ed equipaggio
La maggior parte dei passeggeri proveniva da Fuji, nella prefettura di Shizuoka, e stava tornando da un viaggio in Hokkaidō. Dei passeggeri, 125 erano parte di un gruppo turistico composto da membri di una società per parenti di militari giapponesi uccisi nella seconda guerra mondiale. Il pilota del volo 58, il 41enne Saburo Kawanishi, aveva più di 8 000 ore di esperienza di volo. Trasmise una breve comunicazione di emergenza tra il momento della collisione e la disintegrazione dell'aeromobile.

## L'incidente
Il volo ANA 58 lasciò l'aeroporto di Shin-Chitose, vicino a Sapporo, con 155 passeggeri e un equipaggio di 7 persone a bordo, con destinazione l'aeroporto Internazionale di Tokyo. Dopo il decollo, l'aereo salì alla sua altitudine di crociera di circa 28 000 piedi (8 500 m). Nel frattempo, un pilota tirocinante 22enne della JASDF e il suo istruttore stavano praticando manovre di combattimento aereo nei loro Sabre vicino a Morioka, nel nord di Honshū. All'allievo, che non era a conoscenza del velivolo dell'ANA, fu comandato dal suo istruttore di allontanarsi dal volo 58, ma era già troppo tardi e, pochi istanti dopo, il bordo d'attacco dell'ala destra del Sabre colpì il piano di coda sinistro del Boeing 727 ad un'altitudine di 26 000 piedi (7 900 m). Il danno alla coda del Boeing lo fece andare fuori controllo; questo entrò in una ripida picchiata e si disintegrò a mezz'aria, con il relitto che cadde vicino alla città di Shizukuishi, nella Prefettura di Iwate. Morirono tutti i 155 passeggeri e i 7 membri dell'equipaggio. Il Sabre, avendo perso l'ala destra, entrò in una spirale e il pilota, non riuscendo a espellersi, slacciò le cinture e si lanciò dall'aereo, aprì il suo paracadute e atterrò in sicurezza. Il Sabre si schiantò in una risaia vicina.

## Conseguenze
I piloti della JASDF furono successivamente processati e il tirocinante assolto dall'accusa di omicidio colposo. Tuttavia, l'istruttore fu dichiarato colpevole di omicidio colposo per negligenza e condannato a 3 anni di carcere, con sospensione di 3 anni. Perse il lavoro. Keikichi Masuhara, direttore generale dell'Agenzia per la difesa (ora ministero della difesa) e il generale Yasuhiro Ueda, capo dello staff aereo, si dimisero successivamente assumendosi la responsabilità dell'incidente.
La perdita del volo 58 fu il disastro aereo con più vittime dell'epoca, superando l'abbattimento del C-130 nel 1968 e lo schianto del volo Viasa 742 nel 1969, e rimase tale fino allo schianto del volo Aeroflot 217 tredici mesi dopo. Rimane tuttora l'incidente con più vittime subito dalla All Nippon Airways, il secondo peggiore che coinvolge un Boeing 727 dietro il volo Mexicana 940, e il terzo per vittime su suolo giapponese dietro il volo China Airlines 140 e il volo Japan Airlines 123.